# Ashvinerna

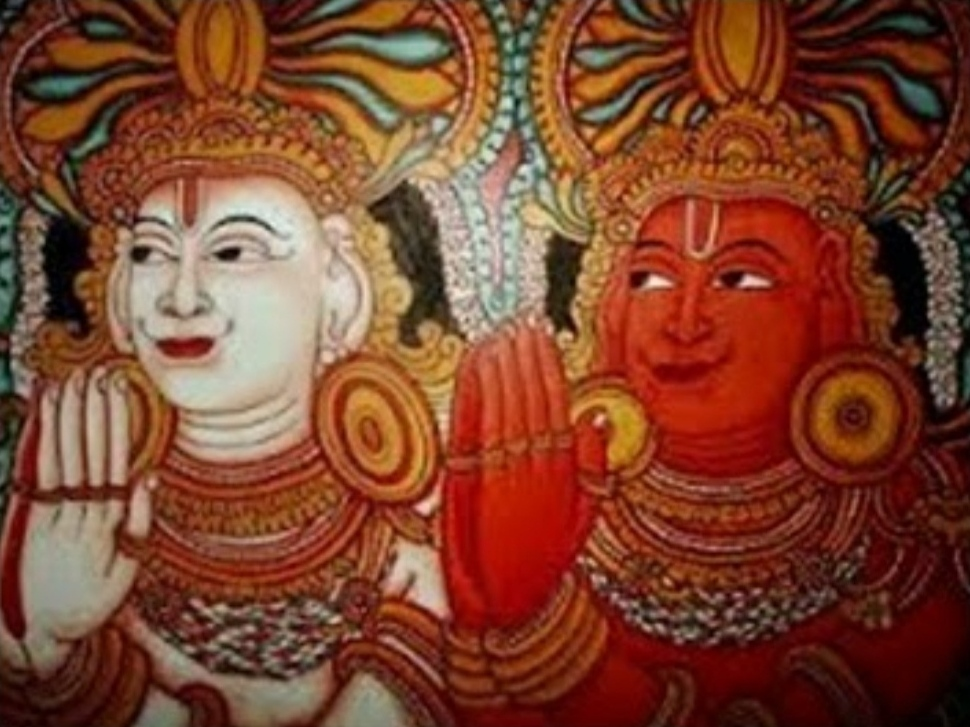
Ashvinerna

Ashvinerna är i indisk mytologi tvillingar som ofta uppträder som två gigantiska, hjältemodiga ryttare som ingriper till dagsljusets förmån.
Ashvinerna skapar med sina häststridsvagnar under gryningen en stig genom molnen för gryningens gudinna Ushas. Beroende på berättelsen beskrivs tvillingarna som solens söner, som solens äkta män eller som himlens söner. I några skildringar dras stridsvagnarna av fåglar. Ofta förekommande namn för tvillingarna var Dasra och Nāsatya.